# École Lacordaire
L'École Lacordaire est un établissement d’enseignement situé à Marseille et fondé par la congrégation enseignante dominicaine en 1918. Cette institution comprend les trois niveaux d'enseignement : primaire, collège et lycée. L'établissement, organisé avec un statut d'association loi de 1901 sous contrat d’association avec l’État, scolarise à peu près mille cinq cents élèves.

## Histoire de l'établissement

### La Marie
Les Dominicains ont installé leur première école marseillaise, en 1918, entre les quartiers de Saint-Jérôme et de Saint-Mitre, dans une maison, "La Marie", chez des particuliers.
Le nom donné à cette école paraissait une évidence : École Lacordaire, en hommage à ce grand éducateur dominicain.
Mais les élèves et les enseignants se sont vite révélés être à l'étroit. Il y avait des cours dans toutes les pièces de la maison ; la messe était dite dans la cave. Certains cours devaient être délocalisés dans une maison voisine. La situation devenait intenable.

### La Jouvène
En octobre 1919, après le succès à "La Marie", l'école s'installe beaucoup plus loin, dans le quartier de la Valentine, dans une propriété appelée "La Jouvène".
La congrégation témoigne : 

« Notre collège de Marseille, installé à la Valentine, est un modeste et prudent commencement : avoir, pour l'instant, des visées plus ambitieuses paraîtrait déraisonnable. On calmera, s'il en était besoin, l'impatience de ceux qui voudraient un développement immédiat de l'œuvre naissante. Un moyen pratique d'atteindre un nombre plus considérable d'élèves est de travailler à réaliser, au moment venu, une entente avec le directeur d'un externat marseillais en vue, tandis que "La Jouvène" deviendrait surtout un internat »

— Congrégation enseignante dominicaine, 16 juillet 1920
Aujourd'hui, le bâtiment qui accueille la restauration lycée, certaines classes de seconde, les classes du pôle Lettres et Sciences Humaines, porte le nom de ce lieu des origines de l'école.

### L'institution Saint-Georges
Le transfert du collège a été décidé par la Société Civile Provençale d'Éducation qui en est propriétaire. Les locaux du Pensionnat Saint-Georges dans le quartier Saint-Just ont été acquis et aménagés, et les cours sont prodigués dans ce nouvel immeuble le 8 octobre 1928. C'est à ce même endroit que l'école est toujours implantée aujourd'hui.
Dans le rapport du 14 juillet 1929, le Père Audouard écrit : 

« Si durant les 9 années de la Valentine le nombre d'élèves a constamment évolué autour de la centaine, la nouvelle installation, par sa situation à proximité de la ville bien qu'en pleine campagne, en a attiré de premier coup 150. Une quinzaine de nouveaux sont déjà inscrits pour l'année prochaine. Tout semble donc promettre un réel succès à notre école de Marseille. »

— Père Louis Étienne Audouard, 14 juillet 1929

## Organisation de la scolarité
Lacordaire scolarise environ 1 600 élèves du CP à la Terminale. Le primaire est constitué d'une seule classe par niveau, du CP au CM1, et de 2 classes de CM2. Au collège il y a 5 classes par niveau. Concernant le lycée, il y a 8 classes de Seconde et de Première ainsi que 7 classes de Terminale.
L'établissement accueille également, dès la seconde, des élèves internes.
Le collège accueille 670 élèves de la 6e à la 3e.
L'Anglais est obligatoire en LV1 ou en LV2, l'Allemand est disponible dès la 6e, l'Espagnol et l'Italien sont disponibles en 5e. Il existe également une LV2 et une LV3 Chinois au lycée. L'italien et l'Espagnol sont également disponibles en LV3 au lycée.

## Classements de l'école
| Nom                    | Marseille | National |
| ---------------------- | --------- | -------- |
| Le Figaro étudiant     | 2         | 40       |
| Portail de l'éducation | 1         |          |
| Groupe Réussite        | 1         |          |
| ville-data.com         |           | 36       |

## Quelques Lacordairiens célèbres
- André Turcat[5], élève puis premier pilote du Concorde et député au parlement européen.
- Falk Van Gaver , écrivain.
- José Bartoloméi, élève à l'école de Sorèze puis directeur de l'école de 1974 à 2001 et décoré des insignes de Chevalier de la Légion d'Honneur en 1977.
- Gabriel Sumeire, ancien président de l'OGEC Lacordaire, il reçoit les insignes de chevalier de l’Ordre du Mérite Agricole en 1976.
- Jean de Vita, directeur du collège de 1972 à 2011 et décoré des insignes de Chevalier de la Légion d'Honneur en 2012[6],[7].
- Brune Poirson, députée et ancienne secrétaire d'État.